# Hamilton Academical Football Club 2018-2019
Questa voce raccoglie le informazioni riguardanti l'Hamilton Academical Football Club nelle competizioni ufficiali della stagione 2018-2019.

## Stagione
- In Scottish Premiership l'Hamilton Academical si classifica al 10º posto (33 punti), dietro al Livingston e davanti al St. Mirren.
- In Scottish Cup viene eliminato al quarto turno dal St. Johnstone (2-0).
- In Scottish League Cup non supera la fase a gironi, classificandosi al terzo posto (6 punti) nel gruppo F dietro a Livingston e Airdrieonians e davanti ad Annan Athletic e Berwick Rangers.

## Maglie e sponsor
| Casa | Trasferta |

## Rosa
| N. |                         | Ruolo | Calciatore        |
| -- | ----------------------- | ----- | ----------------- |
| 1  | Inghilterra (bandiera)  | P     | Gary Woods        |
| 2  | Inghilterra (bandiera)  | D     | Aaron McGowan     |
| 3  | Scozia (bandiera)       | D     | Scott McMann      |
| 4  | Scozia (bandiera)       | D     | Ziggy Gordon      |
| 5  | RD del Congo (bandiera) | C     | Delphin Tshiembe  |
| 6  | Inghilterra (bandiera)  | D     | Matthew Kilgallon |
| 7  | Scozia (bandiera)       | C     | Dougie Imrie      |
| 8  | Inghilterra (bandiera)  | A     | Steve Davies      |
| 9  | Inghilterra (bandiera)  | A     | George Oakley     |
| 10 | Scozia (bandiera)       | A     | James Keatings    |
| 11 | Inghilterra (bandiera)  | A     | Mickel Miller     |
| 12 | Inghilterra (bandiera)  | C     | Tom Taiwo         |
| 13 | Cipro (bandiera)        | D     | Alex Gogić        |

| N. |                        | Ruolo | Calciatore                 |
| -- | ---------------------- | ----- | -------------------------- |
| 16 | Inghilterra (bandiera) | A     | Mason Bloomfield           |
| 17 | Inghilterra (bandiera) | D     | Alex Penny                 |
| 18 | Scozia (bandiera)      | C     | Darian McKinnon (capitano) |
| 20 | Inghilterra (bandiera) | P     | Jacob Marsden              |
| 21 | Scozia (bandiera)      | D     | Shaun Want                 |
| 22 | Francia (bandiera)     | C     | Tony Andreu                |
| 23 | Scozia (bandiera)      | C     | Ronan Hughes               |
| 24 | Slovacchia (bandiera)  | P     | Ján Mucha                  |
| 27 | Scozia (bandiera)      | D     | George Stanger             |
| 28 | Scozia (bandiera)      | C     | Ross Cunningham            |
| 30 | Scozia (bandiera)      | A     | Steven Boyd                |
| 99 | Grecia (bandiera)      | A     | Marios Ogkmpoe             |